# Myosotis sylvatica
Myosotis sylvatica là loài thực vật có hoa trong họ Mồ hôi. Loài này được Ehrh. ex Hoffm. mô tả khoa học đầu tiên năm 1791.